# Campionato europeo femminile di pallacanestro 1989
Il 22º Campionato Europeo Femminile di Pallacanestro FIBA, noto anche come FIBA EuroBasket Women 1989, si è tenuto in Bulgaria dal 13 al 18 giugno 1989.
I Campionati europei femminili di pallacanestro sono una manifestazione biennale tra le squadre nazionali del continente, organizzata dalla FIBA Europe.

## Squadre partecipanti
| Gruppo A - Unione Sovietica - Cecoslovacchia - Italia - Paesi Bassi | Gruppo B - Jugoslavia - Bulgaria - Francia - Ungheria |

## Gironi di qualificazione

### Gruppo A
| Team                | Pt | V - P | PF - PS   |
| ------------------- | -- | ----- | --------- |
| 1. Unione Sovietica | 6  | 3 - 0 | 216 - 179 |
| 2. Cecoslovacchia   | 4  | 2 - 1 | 210 - 189 |
| 3. Italia           | 2  | 1 - 2 | 166 - 198 |
| 4. Paesi Bassi      | 0  | 0 - 3 | 168 - 194 |

### Gruppo B
| Team          | Pt | V - P | PF - PS   |
| ------------- | -- | ----- | --------- |
| 1. Jugoslavia | 6  | 3 - 0 | 236 - 183 |
| 2. Bulgaria   | 4  | 2 - 1 | 251 - 210 |
| 3. Francia    | 2  | 1 - 2 | 181 - 234 |
| 4. Ungheria   | 0  | 0 - 3 | 192 - 233 |

## Fase a eliminazione diretta
|  | Semifinali       | Semifinali       | Semifinali     |                |                  | Finale             | Finale             | Finale             |  |
|  |                  |                  |                |                |                  |                    |                    |                    |  |
|  | Unione Sovietica | Unione Sovietica | 90             |                |                  |                    |                    |                    |  |
|  | Unione Sovietica | Unione Sovietica | 90             |                |                  |                    |                    |                    |  |
|  | Bulgaria         | Bulgaria         | 71             |                |                  |                    |                    |                    |  |
|  | Bulgaria         | Bulgaria         | 71             |                | Unione Sovietica | Unione Sovietica   | 97                 |                    |  |
|  |                  |                  |                |                | Unione Sovietica | Unione Sovietica   | 97                 |                    |  |
|  |                  |                  | Cecoslovacchia | Cecoslovacchia | 61               |                    |                    |                    |  |
|  | Jugoslavia       | Jugoslavia       | Cecoslovacchia | Cecoslovacchia | 61               | 62                 |                    |                    |  |
|  | Jugoslavia       | Jugoslavia       |                |                |                  | 62                 |                    |                    |  |
|  | Cecoslovacchia   | Cecoslovacchia   | 76             |                |                  | Finale Terzo Posto | Finale Terzo Posto | Finale Terzo Posto |  |
|  | Cecoslovacchia   | Cecoslovacchia   | 76             |                |                  |                    |                    |                    |  |
|  |                  |                  |                |                |                  |                    |                    |                    |  |
|  |                  |                  |                |                |                  | Jugoslavia         | Jugoslavia         | 69                 |  |
|  |                  |                  |                |                |                  | Jugoslavia         | Jugoslavia         | 69                 |  |
|  |                  |                  |                |                |                  | Bulgaria           | Bulgaria           | 79                 |  |

## Classifica finale
| Campione d'Europa | Campione d'Europa | Campione d'Europa |
| --- | ----------------- | --- |
| Unione Sovietica4 Zabolueva, 5 Kuznecova, 6 Barel', 7 Tornikidu, 8 Sumnikova, 9 Aleksandrova, 10 Gerlic, 11 Švajbovič, 12 Chudašova, 13 Abros'kina, 14 Zasul'skaja, 15 Savičkaja, All. Evgenij Gomel'skij |                   | |
| Argento | Cecoslovacchia    | Cecoslovacchia4 Kysilková, 5 Kotočová, 6 Kalužáková, 7 Bezděčíková, 8 Adamcová, 9 Vasilková, 10 Brziaková, 11 Zarevúcká, 12 Dobrovičová, 13 Berková, 14 Valová, 15 Kotíková, All. Miroslav Vondřička |
| Bronzo | Bulgaria          | Bulgaria4 Todorova, 5 Spasova, 6 Najdenova, 7 Popova, 8 Dermendžieva, 9 Cankova, 10 Kosturkova, 11 Radkova, 12 Slavčeva, 13 Staneva, 14 Varbanova, 15 Nikolova, All. Ivan Lepičev                    |
| 4. | Jugoslavia        | Jugoslavia4 Vangelovska, 5 Lakić, 6 Listes, 7 Slijepčević, 8 Kvesić, 9 Nakić, 10 Golić, 11 Došić, 12 Majstorović, 13 Bajkuša, 14 Arbutina, 15 Milošević, All. Milan Vasojević                        |
| 5. | Italia            | Italia4 Raimondi, 5 Todeschini, 6 Fullin, 7 Pomilio, 8 Stanzani, 9 Comelli, 10 Draghetti, 11 Pollini, 12 Zanotti, 13 Salvestrini, 14 Peruzzo, 15 Passaro, All. Aldo Corno                            |
| 6. | Paesi Bassi       | Paesi Bassi4 Berends, 5 Schaap, 6 van Schaik, 7 Aandewiel, 8 van Dulmen, 9 Smits, 10 Hoolboom, 11 Lewis, 12 van Embricqs, 13 Wender, 14 Keur, 15 Pountain, All. Meindert van Veen                    |
| 7. | Ungheria          | Ungheria4 Balogh, 5 Németh, 6 Szécsi, 7 Gulyás, 8 Boksay, 9 Rátvay, 10 Nagy, 11 Novák, 12 Farkas, 13 Halász, 14 Hollós, 15 Körmendi, All. Miklós Madacsay                                            |
| 8. | Francia           | Francia4 Garnier, 5 Souvré, 6 Amiaud, 7 Soussi, 8 Laug, 9 Santaniello, 10 Étienne, 11 Ndiaye, 12 Ekambi, 13 Scheffler, 14 Campi, 15 Doumergue, All. Paul Besson                                      |